# Сидар Фолс (Ајова)
Сидар Фолс (енгл. Cedar Falls) град је у америчкој савезној држави Ајова. По попису становништва из 2010. у њему је живело 39.260 становника.

## Демографија
Према попису становништва из 2010. у граду је живело 39.260 становника, што је 3.115 (8,6%) становника више него 2000. године.
| Група             | 2000.          | 2010.          |
| Белци             | 34.207 (94,6%) | 36.193 (92,2%) |
| Афроамериканци    | 568 (1,6%)     | 814 (2,1%)     |
| Азијати           | 583 (1,6%)     | 888 (2,3%)     |
| Хиспаноамериканци | 389 (1,1%)     | 771 (2,0%)     |
| Укупно            | 36.145         | 39.260         |